# خشک‌دلان
خشک‌دلان (نام علمی: Craugastoridae) نام یک تیره از زیرراسته نوغوکان است.